# حجارة البناء في روما القديمة
تم استخدام أحجار بناء مختلفة للبناء في العصر الروماني، ولا سيما في تربيع الأحجار ( أوبوس كوادراتوم ) ،، كما يلي :.
- طفة البلاطين أو طفلة بالاتين ( tuff ) : حُبيبات رمادية اللون، مع إضافة الأنالسيم أو الأنالسيت (من اليونانية أنالكيموس بمعني "ضعيف") هو معدن أبيض أو رمادي من تكتوسيليكات. ويتكون من سيليكات ألومنيوم الصوديوم المميهة في شكل بلوري مكعب. صيغته الكيميائية هي NaAlSi2O6 · H2O. مع كميات قليلة من البوتاسيوم والكالسيوم، وتم استخدامه في كتل متوسطة خاصة في الفترة القديمة (وعلى سبيل المثال. جدران سيرفيان ).

- طفة منطقة فيديني بروما : تتميز بوجود شوائب من السكوريا السوداء، وهي تأتي من محاجر في إقليم فيديني وربما كانت تستخدم في روما بدءًا من 426 قبل الميلاد. .

- طفة الكهوف السوداء : طفة مسامية، شبه مائلة للصفرة، تأتي من محاجر في إقليم فيو ، وكانت تستخدم في روما بدءًا من 396 قبل الميلاد .

- طفة الجبل الأخضر: هي طفة بنية فاتحه اللون، مخلوطة بخبث الحديد، وتأتي من المحاجر عند سفح جبل جانيكلوم وكانت تستخدم بشكل أساسي من منتصف القرن الثاني قبل الميلاد. .

- طفة نهر أنين : طفة حجري محمر، يأتي من محاجر تقع على طول مجرى نهر أنين وكان يستخدم بشكل أساسي في النصف الثاني من القرن الثاني قبل الميلاد. .

- حجر ألبانوس : وهو طفة حجريه رمادية اللون، تأتي من المحاجر في تلال ألبان، بالقرب من مارينو، ولا يزال يستخدم حتي اليوم، وكان يستخدم بشكل أساسي من منتصف القرن الثاني قبل الميلاد. .

- حجر غابينا أو حجر اللازورد : هي حجارة الليثويد مع العديد من السكوريا ، تأتي من المحاجر في إقليم غابي القديم (على طول طريق برينيستينا ) و أيضًا من توسكولوم ؛ تم استخدامه بشكل أساسي بدءًا من القرن الثاني قبل الميلاد. [1]

- الترافرتين : الحجر الجيري الرسوبي ، يأتي من المحاجر، التي لا تزال تعمل حتي اليوم، بالقرب من تيفولي ، وقد تم استخدامها على نطاق واسع منذ نهاية القرن الثاني قبل الميلاد.

- الرخام : تم استخدام أنواع مختلفة من الرخام الأبيض أيضًا في كتل البناء في المباني المرموقة وبشكل خاص في المنحوتات والأعمدة المعمارية وألواح الكسوة وخاصة في العصر الإمبراطوري. والأصناف المستخدمة في كتل البناء هي على وجه الخصوص:
  - رخام لوني : رخام أبيض به بلورات صغيرة، مستخرج من محاجر مدينة لوني القديمة (المعروفة الآن باسم "رخام الكرارة") ، مستخدم منذ منتصف القرن الأول قبل الميلاد. .
  - رخام بروكونيزي : رخام أزرق-أبيض به بلورات كبيرة، قادم من محاجر جزيرة بروكونيز، في بحر مرمرة ، استخدم على نطاق واسع منذ منتصف القرن الثاني الميلادي.
  - رخام بنتلي : رخام أبيض يميل إلى الأصفر مع بلورات صغيرة وشوائب دقيقة ، قادم من محاجر جبل بنتيلوس ، بالقرب من أثينا : كان الرخام المستخدم في بناء البارثينون وهو ذو جودة ممتازة.

## فهرس
- لوغلي، تقنية البناء الرومانية ، روما، باردي، 1957.

## الأصناف ذات الصلة
- تقنية البناء الرومانية
- الطفة
- الرخام (التاريخ)